# Softorino YouTube Converter
Softorino YouTube Converter (SYC) ( укр. Софторіно Ютуб конвертер) — власницьке програмне забезпечення для MAC OS X та  Windows OS, розроблене для завантаження відео- та аудіофайлів з YouTube на  iOS пристрої (iPhone, iPad, iPod touch)

## Загальна інформація
Softorino YouTube Converter конвертує будь-яке YouTube відео та завантажує його на iPhone, iPad, iPod touch без використання iTunes чи Jailbreak.
Усі файли, завантажені за допомогою Softorino YouTube Converter, зберігаються у заводських плеєрах Apple для перегляду в режимі оффлайн. (ТБ/Відео для відеофайлів та
Музика для аудіо)
Програма завантажує відео з розширенням екрану 2160, 1080, 720, 360 пікселів. Утиліта також підтримує завантаження відео з високою частотою кадрів (60fps, 30fps).
Розроблений першочергово для Mac систем, з березня 2016 року Софторіно Ютуб конвертер (SYC) працює і на Windows комп'ютерах. Проте, Windows версії утиліти бракує функції завантажування відео з платформ  Vimeo, Dailymotion, Facebook чи Instagram.

## Використання
Для завантаження фільму з YouTube за допомогою конвертера, потрібно завантажити та запустити програму. Далі користувач копіює посилання на потрібне відео.
Softorino YouTube Converter автоматично розпізнає посилання і додає відео до списку завантажень.
Після цього користувач обирає бажані налаштування, а саме рівень якості зображення та пристрій, де відео буде збережене. Далі завантаження починається.
Завантажені файли програються заводськими плеєрами Apple без використання жодних додаткових утиліт.

## Технічні вимоги
Конвертер працює на комп'ютерах з операційною системою Windows 7, 8, 10 або ж Mac OS X 10,9 і вище.
Програма завантажує медіафайли на iPhone, iPad, iPod touch, що працюють на iOS 7 і вище.
Клієнтську підтримку здійснює SupportYourApp.

## Цікавинки
- Softorino YouTube Converter на момент виходу став одним з найпопулярнішим продуктом тижня у сфері технологій на Product Hunt.
- Програма створена Softorino Ltd., компанією, що розробила WALTR.